# Guillermo Díaz (attore)
Guillermo Díaz (New Jersey, 22 marzo 1975) è un attore statunitense.
Di origini cubane, è principalmente noto per i ruoli di Guillermo García Gómez in Weeds e di Diego "Huck" Muñoz in Scandal, oltreché per le sue interpretazioni nel film storico-biografico Stonewall (1995), nella commedia Half Baked (1998), nella commedia drammatica 200 Cigarettes (1999) e nella commedia d'azione Poliziotti fuori - Due sbirri a piede libero (2010) di Kevin Smith. È omosessuale.

## Filmografia parziale

### Cinema
- Stonewall, regia di Nigel Finch (1995)
- Ragazze di città (Girls Town), regia di Jim McKay (1996)
- Half Baked, regia di Tamra Davis (1998)
- 200 Cigarettes, regia di Risa Bramon Garcia (1999)
- The Terminal, regia di Steven Spielberg (2004)
- Dirty Love - Tutti pazzi per Jenny (Dirty Love), regia di John Asher (2005)
- Poliziotti fuori - Due sbirri a piede libero (Cop Out), regia di Kevin Smith (2010)
- Bros, regia di Nicholas Stoller (2022)

### Televisione
- Law & Order - I due volti della giustizia (Law & Order) – serie TV, 2 episodi (1994-1999)
- E.R. - Medici in prima linea (ER) – serie TV, 1 episodio (1995)
- I Soprano (The Sopranos) – serie TV, 1 episodio (1999)
- Senza traccia (Without a Trace) – serie TV, 1 episodio (2004)
- The Shield – serie TV, 1 episodio (2004)
- Weeds – serie TV, 26 episodi (2005-2012)
- Criminal Minds – serie TV, episodio 4x10 (2008)
- Harry's Law – serie TV, 1 episodio (2011)
- Love Bites – serie TV, 1 episodio (2011)
- Scandal – serie TV, 124 episodi (2012-2018)
- Law & Order - Unità vittime speciali (Law & Order: Special Victims Unit) – serie TV, 2 episodi (2012-2019)
- RuPaul's Drag Race – reality show, episodio 11x03 (2019)
- I Know This Much Is True – miniserie TV (2020)
- Law & Order: Organized Crime – serie TV, 13 episodi (2021-2022)
- The Good Doctor – serie TV, 1 episodio (2024)

## Doppiatori italiani
Nelle versioni in italiano delle opere in cui ha recitato, Guillermo Díaz è stato doppiato da:
- Davide Lepore in Half Baked, 200 Cigarettes
- Pino Insegno in Stonewall
- Fabrizio Vidale in The Shield
- Vittorio De Angelis in Pensieri spericolati
- Enrico Di Troia in The Terminal
- Oreste Baldini in Dirty Love - Tutti pazzi per Jenny
- Fabrizio Picconi in The Closer
- Mirko Mazzanti in Criminal Minds
- Francesco Venditti in Poliziotti fuori - Due sbirri a piede libero
- Luca Ghignone in Scandal
- Edoardo Nordio in Law & Order - Unità vittime speciali (ep. 13x17)
- Alessandro Budroni in Law & Order: Organized Crime